# Cantón de Curridabat
Curridabat es un cantón de Costa Rica situado en el norte de la provincia de San José, sobre la meseta intervolcánica del Valle Central, y perteneciente en su totalidad a la Gran Área Metropolitana. El cantón cuenta con un total de 77 028 habitantes, según la última proyección demográfica del INEC, ubicándose así como el vigésimo séptimo más poblado del país y el séptimo de la provincia. Limita al norte con el cantón de Montes de Oca, al oeste con el cantón de San José, al suroeste el cantón de Desamparados, y al sur y este con el cantón de La Unión.
El cantón cuenta con una extensión territorial de 15,95 km², colocándose como el tercero más pequeño de la provincia. Su cabecera es el distrito de Curridabat, con categoría de ciudad, y cuenta con un total de cuatro distritos: Curridabat, Granadilla, Sánchez y Tirrases.
Fundado en 1929, el cantón se caracteriza por su alto grado de desarrollo urbano, económico y educativo. Cuenta con una red vial en buenas condiciones, sirviendo como el inicio de la autopista Florencio del Castillo, que llega hasta la provincia de Cartago, y de la radial de Zapote, que llega hasta el centro de San José. El cantón, además, sirve como sede a diferentes organismos como el Registro Nacional de Costa Rica, el Colegio Federado de Ingenieros y Arquitectos (CFIA), la Universidad Autónoma de Centroamérica (UACA), entre otros. El cantón cuenta con un Índice de Desarrollo Humano de 0,915, clasificado como muy alto.

## Toponimia
El término y el nombre actual del cantón, «Curridabat», cuenta con varias versiones que posiblemente explican el origen de la palabra. Según el lingüista Miguel Ángel Quesada Pacheco, el nombre del cantón se origina de la palabra indígena huetar «Curriravá», que significaría "poblado", y la cual se usaba por el cacique para designar la localidad en donde este habitaba.
Entre otras versiones, según el monseñor Bernardo Augusto Thiel Hoffman, la palabra «Curridabat» hace referencia a la palabra indígena huetar «Cu-Rui», que significa "el lugar de los indios de boca grande", más otra versión menciona que el término hace referencia a la palabra indígena azteca «culilapan», «cuilapan» o «curridaba», que puede significar “lugar del gobernador”.

## Historia

### Orígenes
De acuerdo al libro Arqueología e historia en el cantón de Curridabat del historiador Percy Rodríguez Argüello, existió en este territorio un patrón de asentamiento desde el primer milenio antes de Cristo, que se evidencia en las bitácoras de las excavaciones arqueológicas realizadas en el cantón; para lo que estableció el siguiente patrón de poblamiento:
- Desarrollo de asentamientos dispersos: 500 a. C.-300 d. C.
- Establecimiento de aldeas complejas: 300-800 d. C.
- Organización social cacical hasta la llegada de los españoles: 800-1561 d. C.[7]

Esta últimas ocupaciones fueron registradas por los españoles; el territorio en esta época se encontraba ocupado por el antiguo Reino Huetar de Oriente, una nación amerindia y uno de los dos grandes reinos indígenas de la parte central del país, reinado por el Cacique Correque, hijo del Cacique Guarco. Sin embargo, la región en específico que abarca el actual cantón, se encontraba bajo el dominio del Cacique Curriravá, a quien también se le denominaba anteriormente como el Cacique “Abra”, y que en algunos documentos aparece como "Curreraba" o "Currirabá". Durante la Conquista, el primer español que atravesó la localidad, a la cual en el entonces se hacía llamar como «Porrosquirris» o «Abra», fue Juan de Cavallón y Arboleda, en 1561. Posteriormente, en 1562, el conquistador Juan Vázquez de Coronado atraviesa la zona para llegar a la región de Quepo. Durante la travesía, el conquistador instaló las primeras haciendas de ganado con ejemplares enviados desde España.
Entre 1570 y 1580, aproximadamente, los colonizadores fundaron y establecieron los asentamientos más primitivos del actual cantón. Al mismo tiempo en que esto ocurría, las poblaciones indígenas del lugar eran invadidas por los conquistadores, así como sus tierras eran tomadas por las autoridades. Posteriormente, padres franciscanos fundan las doctrinas de Barva, Aserrí, Curridabat, Ujarrás, Pacaca y San Bernardino de Quepos. Así fue como se crearon las denominadas reducciones: Las más importantes, las del Valle Oriental, integradas por Cot, Quircot, Tobosi y Ujarrás de Cartago y la reducción del Valle Occidental, integradas por Aserrí, Curridabat, Barva y Pacaca. Así es como en 1575, se construye la primera iglesia de la localidad, que se trató de una pequeña edificación de madera. Este fue uno de los primeros templos católicos en erigirse en el interior de Costa Rica tras la Conquista.
Durante el siglo XVII, unas cuantas personas y familias comienzan a poblar el actual territorio del cantón de Curridabat, entre ellas las familias de los conquistadores, así como religiosos, agricultores y encomenderos, principalmente. Sin embargo, la localidad permaneció con una población relativamente pequeña y aislada de otras urbes cercanas, durante este siglo y el siguiente.
En 1676, la iglesia de la localidad fue consagrada en honor a San Antonio de Padua, y, en 1833, se erige la iglesia se convierte en una parroquia. Sin embargo, un terremoto destruiría la iglesia en dos ocasiones, en 1841 y 1910.
Entre 1813 y 1814 funcionó un ayuntamiento constitucional de Curridabat que fue derogado en ese último año, por causa de la revocación de la Constitución de Cádiz y del sistema municipal que había permitido ese derecho. Restituida esa Carta Magna en 1820, se procedió a la elección y reinstalación de ayuntamientos en Costa Rica; para 1821, la municipalidad estuvo compuesta por el alcalde Manuel Loría y por los regidores José María Miranda y Ildefonso Sánchez; el secretario del ayuntamiento fue José Antonio Portilla.
El 4 de noviembre de 1825, mediante la Ley n.° 63, se divide al Estado de Costa Rica en dos grandes departamentos, el departamento Oriental y el departamento Occidental. Mediante ella, Curridabat se constituyó como un pueblo del distrito de San José, parte del departamento Oriental.
En 1840, en el contexto de una organización administrativa del Estado que impulsó el gobierno de Braulio Carrillo Colina, se divide a San José en un total de 26 cuarteles, entre ellos el cuartel de Curridabat. Este cuartel, mediante la Ley n.º 22 del 1° de diciembre de 1841, pasó a convertirse en un barrio llamado barrio de Curridabat, parte del Departamento de San José, y al cual lo conformaban la mayor parte del actual cantón de Curridabat, así como una parte del este del actual cantón de San José. El barrio de Curridabat quedaba dividido en cinco cuarteles: La Concepción, El Pilar, San Antonio, San Roque y San Francisco de Dos Ríos.
En la Constitución Política del 30 de noviembre de 1848, se estableció una nueva división política y administrativa que contempló la nomenclatura de provincias, cantones y distritos parroquiales. De entre los cantones de la provincia de San José, se encontraba el cantón de «Curridabat y Aserrí», extendiéndose también, como lo dice su nombre, hasta parte del actual cantón de Aserrí.
Por Ley n.º 22 del 4 de noviembre de 1862, se vuelve a dividir el territorio de la República para efectos Municipales. Curridabat pasa a ser ahora parte del cantón de Desamparados. Sin embargo, la población de la localidad manifestó su descontento con respecto a esta decisión, y es por ello que mediante el Decreto Ejecutivo n.° 8 del 31 de marzo de 1871, Curridabat se separa de este cantón y se integra como distrito al cantón de San José.
En 1864, el Censo Nacional muestra al distrito de Curridabat con una población de 1026 habitantes, siendo la gran mayoría personas menores de 35 años. Posteriormente, en el censo de 1883, Curridabat aparece con una población de 1 227 habitantes.
En la división territorial escolar, establecida por la Ley General de Educación Común, del 26 de febrero de 1886, para la creación de Juntas Municipales de Educación, aparece Curridabat como distrito escolar del cantón de San José.

### Cantonato
En 1910, inició la construcción de la actual Parroquia San Antonio de Padua, ubicada en el distrito de Curridabat. Su construcción ayudó a consolidar una identidad local. La construcción se completó en 1933.
En 1926, un grupo de habitantes del lugar consideraron que el sitio contaba con las condiciones necesarias para ser declarado cantón, y por ello, elevaron una solicitud respectiva ante el Congreso Constitucional de Costa Rica el 28 de julio de ese año para que se declarase a la localidad como cantón bajo el nombre de «Julián Volio», en honor al abogado y político, Julián Volio Llorente.
Mediante la Ley n.° 209 del 21 de agosto de 1929, se creó Curridabat como cantón de la provincia de San José, designándose como cabecera la villa de Curridabat y fijándose como distritos al distrito de Curridabat, distrito de Granadilla, distrito de Sánchez y el distrito de Tirrases. Curridabat procede del cantón de San José, establecido este último, en ley n.° 36 del 7 de diciembre de 1848.
El 1 de enero de 1930, se llevó a cabo la primera sesión del Concejo Municipal de Curridabat, integrado por los regidores propietarios Juan Amador Picado, como presidente, Gabriel Mata Cordero, como vicepresidente, y Aquiles Monge Sánchez, como fiscal. El secretario municipal fue José Ramón Castro y el jefe político Miguel León Madrigal.

## Gobierno local

### Alcaldía
Conforme al Régimen municipal de Costa Rica, la alcaldía y las vicealcaldías del cantón son electas popularmente mediante sufragio universal cada cuatro años. En las elecciones municipales de Costa Rica de 2020, el candidato del Partido Curridabat Siglo XXI, Jimmy Cruz Jiménez, resultó elegido como alcalde con el 36,51% de los votos totales. El cantón, a diferencia del resto de cantones, cuenta con un solo vicealcalde, Ana Lucía Ferrero Mata.
Alcaldes desde las elecciones de 2002.
| Periodo   | Nombre                            | Partido |
| --------- | --------------------------------- | ------- |
| 2002-2006 | Lucy Retana Chinchilla            | CSXII   |
| 2006-2010 | Edgar Mora Altamirano             | CSXII   |
| 2010-2016 | Edgar Mora Altamirano             | CSXII   |
| 2016-2018 | Edgar Mora Altamirano             | CSXII   |
| 2018-2020 | Alicia Borja Rodríguez (interina) | CSXII   |
| 2020-2024 | Jimmy Cruz Jiménez                | CSXII   |

### Concejo Municipal
Al igual que la elección de la alcaldía y vicealcaldías, los integrantes del Concejo Municipal son electos popularmente cada 4 años. El Concejo Municipal de Curridabat se integra por un total de 7 regidores, propietarios y suplentes, y 7 síndicos, propietarios y suplentes, y cuyo presidente es el regidor propietario Óscar Mora Altamirano, del Partido Curridabat Siglo XXI, y su vicepresidente es la regidora propietaria Marisol Arrones Fajardo, de la del Partido Curridabat Siglo XXI. Actualmente está integrado por:

Actual distribución del Concejo Municipal después de las elecciones de 2020.
|                                                          |                                        |                  |           |
| Partidos políticos en el Concejo Municipal de Curridabat |                                        |                  |           |
| Partido político                                         | Partido político                       | Partido político | Regidores |
|                                                          | Partido Curridabat Siglo XXI (CSXXI)   |                  | 3         |
|                                                          | Partido Unidad Social Cristiana (PUSC) |                  | 2         |
|                                                          | Partido Liberación Nacional (PLN)      |                  | 1         |
|                                                          | Partido Restauración Nacional (PRN)    |                  | 1         |

## División administrativa
El cantón de Curridabat se divide administrativamente en cuatro distritos, siendo la cabecera el distrito de Curridabat. Cada distrito, según el Régimen municipal de Costa Rica, posee un Concejo de Distrito el cual se encarga de velar por sus temas correspondientes, y se integra por los síndicos, propietarios y suplentes, y los concejales. Los distritos fueron designados mediante el decreto de creación del cantón.
- Curridabat
- Granadilla
- Sánchez
- Tirrases

## Geografía
cantón de Curridabat cuenta con un área de 16,06 km² y una altitud media de 1208 m s. n. m.

### Localización
El cantón de Curridabat es el decimoctavo de la provincia de San José y tiene una extensión territorial de 15,95 km², y se encuentra ubicado en su totalidad dentro del Valle Central de Costa Rica.
| Noroeste: Montes de Oca          | Norte: Montes de Oca        | Noreste: La Unión |
| Oeste: San José                  |                             | Este: La Unión    |
| Suroeste: San José, Desamparados | Sur: Desamparados, La Unión | Sureste: La Unión |

### Relieve
El cantón de Curridabat abarca zonas densamente urbanizadas, así como montañas boscosas al sur del cantón. La altitud se eleva en sentido de oeste a este, iniciando en 1 170 metros sobre el nivel del mar (m s. n. m.) cerca de la ciudad de Curridabat, y concluyendo en los 1350 m.s.n.m. cerca de la villa de Granadilla. Las elevaciones sobre el nivel del mar, del centro urbano de los poblados de distritos del cantón, son las siguientes: Curridabat, a 1 210 m.s.n.m, Granadilla, a 1 350 m.s.n.m, Sánchez, a 1 250 m.s.n.m, y Tirrases, a 1 190 m s. n. m.
Entre varias cimas relevantes en el cantón, se encuentran, la loma San Antonio de 1 340 m s. n. m. y el cerro Asilo de 1 328 m s. n. m., en el distrito de Tirrases.

### Hidrografía
Los principales ríos que atraviesan Curridabat son:
- Río María Aguilar
- Río Tiribí
- Río Ocloro
- Río Puruses
- Río Chagüite

Debido al crecimiento urbano mal planificado, el río María Aguilar presenta amenazas para la seguridad de la población, en especial por inundaciones durante la temporada de lluvias, la cual tiene una duración de seis meses; inicia en mayo y termina en noviembre.

## Demografía
Para el año 2022, cantón de Curridabat cuenta con una población estimada de 71 026 habitantes, y para el último censo efectuado, en 2011, cantón de Curridabat contaba con una población de 65 206 habitantes.
Para el 2016 del total de la población, 32 413 habitantes, que representa el 42,08% del total de la población del cantón, se concentra en el distrito de Curridabat, el más poblado. Le sigue, el distrito de Tirrases con un 26,19%, Granadilla con un 23,30%, y por último Sánchez con un 8,43% del total de población.
De acuerdo con el Atlas de Desarrollo Humano Cantonal de Costa Rica 2016, el cantón cuenta con una esperanza de vida de 81,4 años y una alfabetización del 98,9 %.
De acuerdo al Censo Nacional del 2011, el 15,2 % de la población nació en el extranjero. El mismo censo destaca que de las viviendas ocupadas, el 90,6 % se encontraba en buen estado,  y que había problemas de hacinamiento en el 4,3% de las viviendas. El 100% de sus habitantes vivían en áreas urbanas. Además, la escolaridad promedio alcanza los 10,9 años.
El mismo detalla que la población económicamente activa se distribuye de la siguiente manera:
- Sector Primario: 1,3%
- Sector Secundario: 17,5%
- Sector Terciario: 81,2%

| Evolución de la población de Curridabat entre 1864 y 2016 |
| --------------------------------------------------------- |

## Economía
Curridabat, al ser un cantón muy densamente poblado y urbanizado, sobresale a nivel nacional en múltiples aspectos relacionados con la economía y el urbanismo. El cantón, por ejemplo, sobresale como uno de los más competitivos de Costa Rica, de acuerdo con el Índice de Competitividad Cantonal (ICC) presentado por el Observatorio de Desarrollo (OdD) y la Escuela de Economía de la Universidad de Costa Rica (UCR) en 2017.
El cantón también sobresale por su atracción de inversión de desarrolladores con proyectos inmobiliarios. En los últimos años en Curridabat se ha experimentado un fuerte crecimiento de la construcción de torres de apartamentos y otros conceptos relacionados al urbanismo, entre ellos las torres iFreses Aparta-Studios y Edificio Nest Freses, dos torres de 25 y 26 plantas respectivamente que fueron inauguradas a inicios del año 2019 en el cantón, además proyectos de edificios como Foro Curridabat de 27 pisos y Xcala de 25 pisos  que serán inauguradas entre 2020 y 2021 y los cuales se situarían entre los edificios más altos de Costa Rica. También se pueden mencionar algunos proyectos de construcciones comerciales ya existentes, como los centro comerciales Multiplaza del Este, Momentum Pinares, Ciudad del Este o Cronos Plaza.
En Curridabat también se han llevado a cabo proyectos innovadores para el crecimiento económico del cantón, como el uso de energía eléctrica renovable por medio de la implementación de paneles solares en la ciudad.

## Infraestructura

### Vías de comunicación
Curridabat cuenta con una red vial en buenas condiciones y completamente pavimentada, y además es un punto de inicio y de paso de varias carreteras, incluyendo la carretera Panamericana, conectando al cantón de Montes de Oca con el cantón de La Unión, el inicio de la autopista Florencio del Castillo y la radial de Zapote.
El cantón también cuenta con acceso al tren interurbano del Gran Área Metropolitana, con dos paradas en el distrito de Curridabat, y una en el distrito de Granadilla.

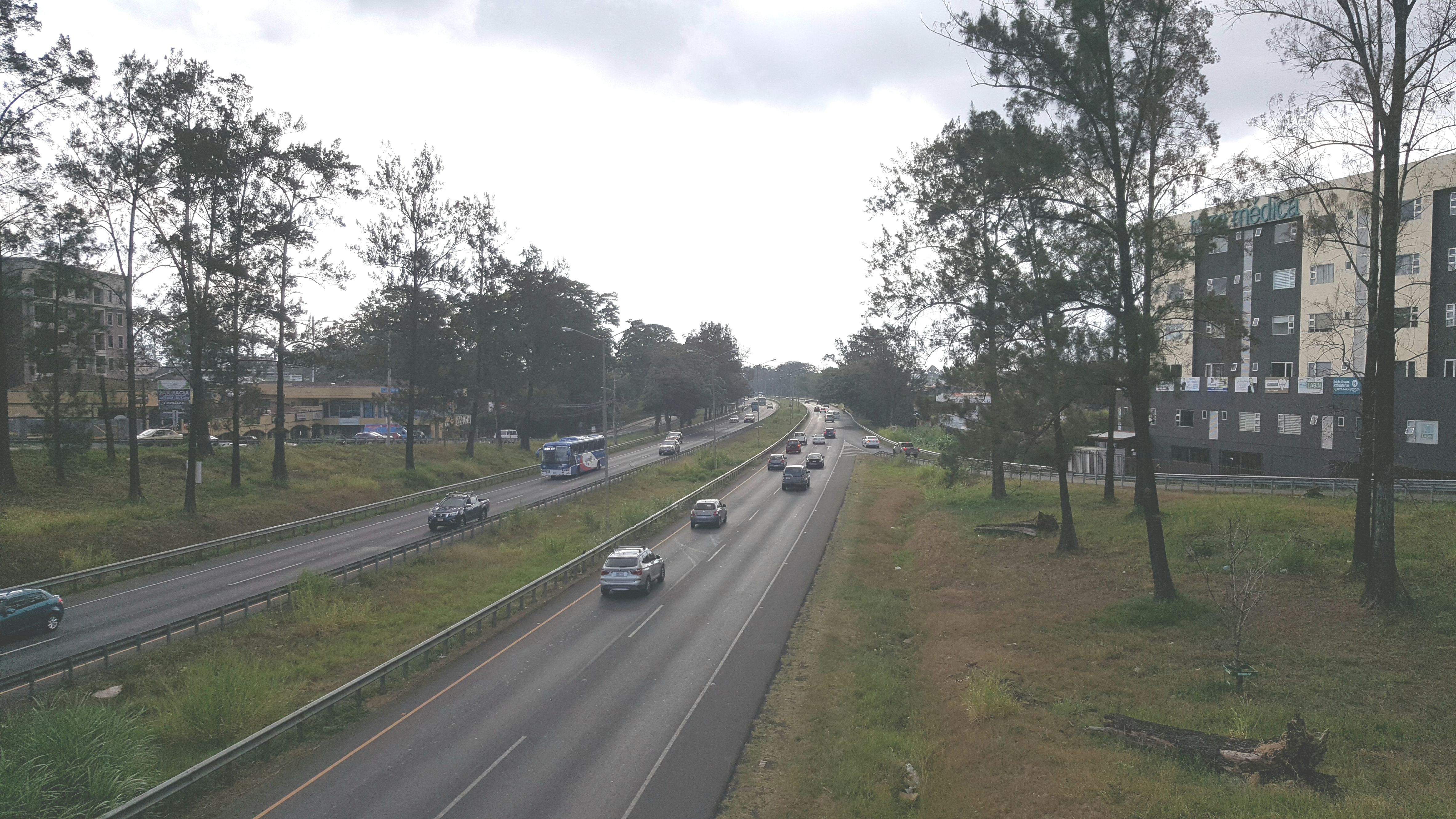
Autopista Florencio del Castillo.

### Iglesias

#### Parroquia San Antonio de Padua
La Parroquia de San Antonio de Padua se localiza en el centro del distrito de Curridabat y fue consagrada en honor a San Antonio de Padua, un sacerdote de la Orden Franciscana, predicador y teólogo portugués, venerado como santo y doctor de la Iglesia por el catolicismo.
La actual parroquia fue construida en el año de 1925, pero desde el año de 1575 se erigió una iglesia en el lugar. La construcción del actual inmueble inició en el año de 1910, tardando 15 años en construirse. Su arquitecto fue Teodorico Quirós Alvarado.

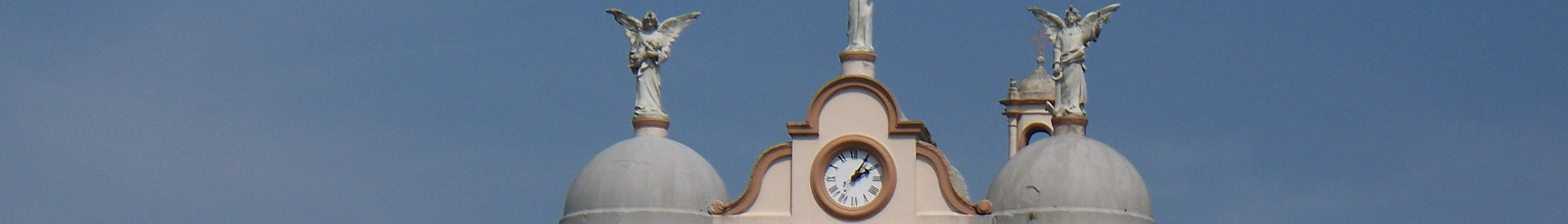
Reloj y estatuas en la cima de la Parroquia de San Antonio de Padua, en el distrito de Curridabat.

### Parques
En Curridabat se encuentran innumerable cantidad de parques alrededor de todo Curridabat, en los cuales se han construido monumentos, se les ha colocado juegos infantiles, máquinas de ejercicio y hasta se han hecho parque y juegos para mascotas.  

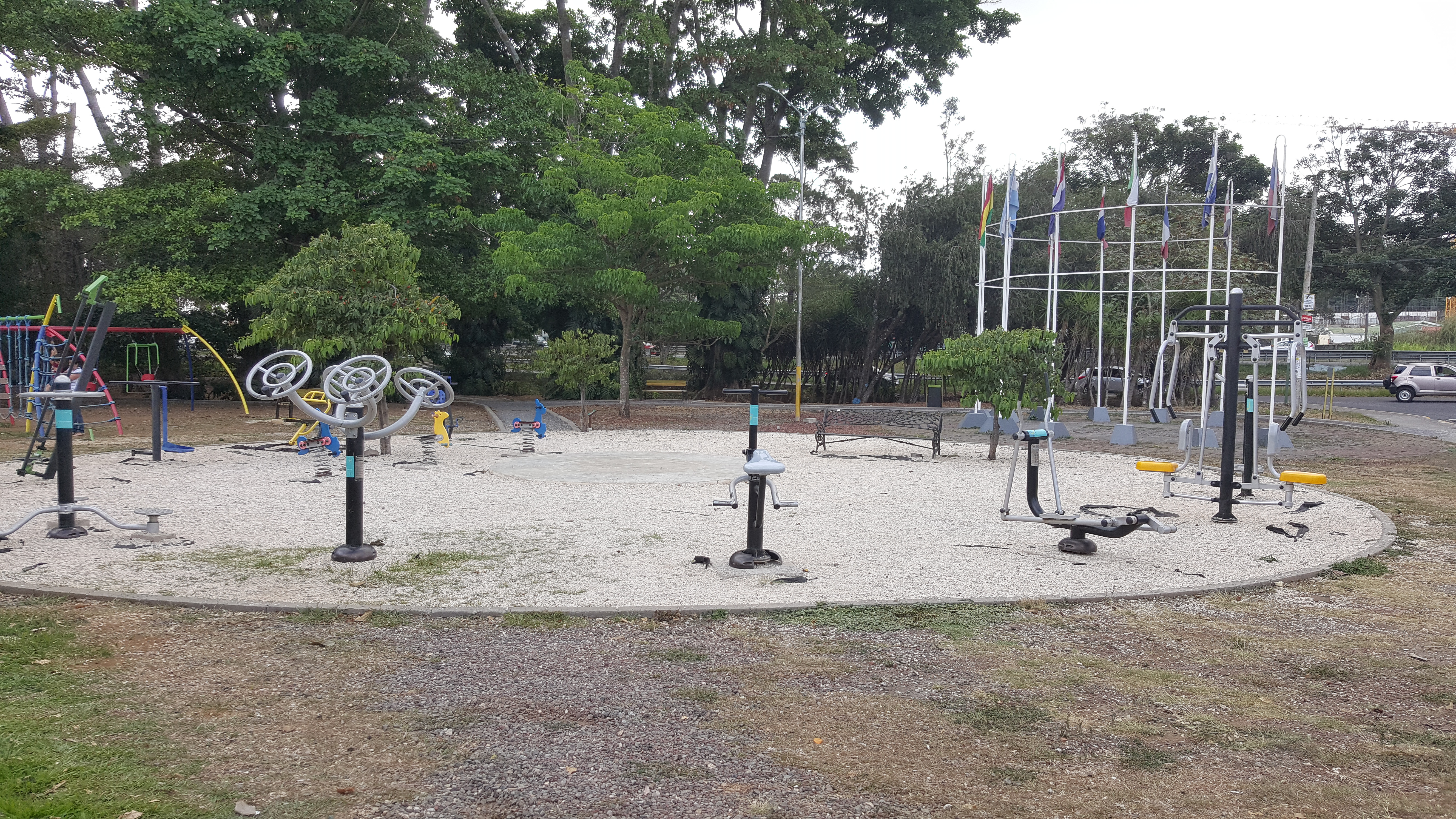
Parque Las Embajadas, con máquinas de ejercicio.
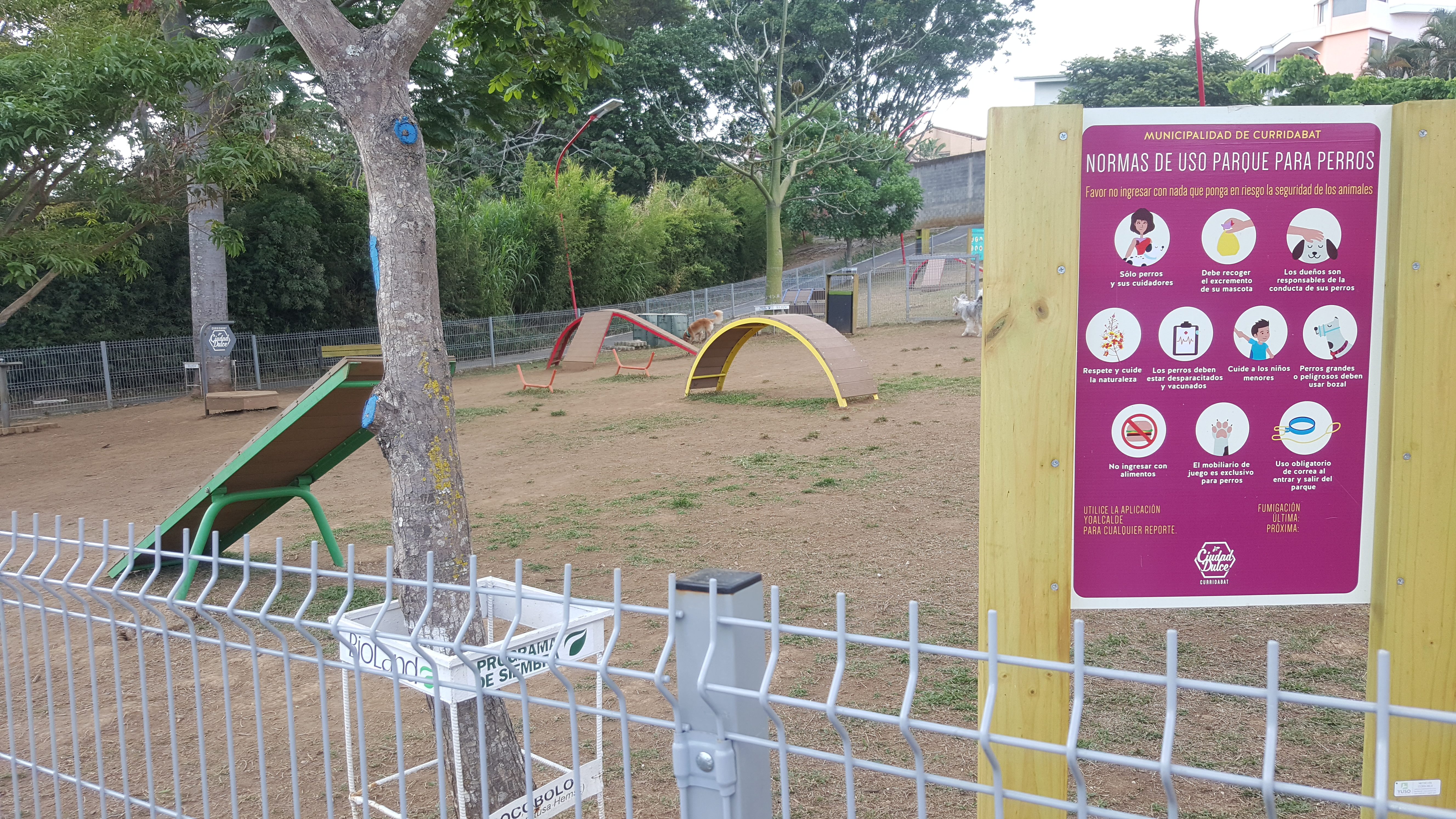
Parque con juegos para mascotas.

## Cultura

### Educación

#### Escuelas
- Escuela José Ángel Vieto Rangel
- Escuela 15 de Agosto
- Escuela Josefita Jurado de Alvarado
- Escuela de Granadilla Norte
- Escuela Centroamérica
- Escuela Juan Santamaría
- Escuela de Cipreses
- Escuela de La Lia
- Escuela José María Zeledón Brenes
- Yorkin School
- Sistema Educativo Whitman (Inclute educación secundaria)
- Escuela Bethaba

#### Colegios, liceos e institutos
- Liceo de Curridabat
- Colegio Técnico Profesional (C.T.P.) Uladislao Gámez Solano
- Colegio Técnico Profesional (C.T.P.) de Granadilla
- Liceo Franco Costarricense
- Colegio Iribo
- Colegio Internacional SEK (incluye educación primaria)
- Colegio Internacional Canadiense (incluye educación primaria y preescolar)
- Saint Peter's High School (incluye educación primaria)
- Colegio San Antonio de Padua

#### Universidades
- Universidad Autónoma de Centro América
- Universidad Santa Paula
- Universidad Juan Pablo II

### Deporte
El cantón cuenta con un Comité Cantonal de Deportes, el cual administra y orienta los recursos municipales y externos para el desarrollo deportivo y recreativo de los habitantes del cantón. Este es presidido por Jonathan Vindas. El cantón además cuenta con un gimnasio de pesas, una piscina municipal y equipos federados de voleibol femenino, fútbol femenino y masculino, baloncesto femenino y masculino, fútbol sala femenino y masculino y balonmano femenino.
En el cantón se encuentra también el Estadio "Lito" Monge, casa del equipo de la Liga de Ascenso, el Curridabat Fútbol Club. Además, se pueden encontrar por todo el cantón gimnasios al aire libre, parques recreativos e inclusive un parque para perros.

### Salud
Con respecto a la salud, en Curridabat se pueden encontrar los servicios de EBAIS, la clínica Unibe y otros servicios privados como la Torre Médica en Momentum Pinares. Para los animales ya esta en construcción lo que es el Hospital Veterinario Solidario.

### Fiestas populares
Se celebran todos los años durante la última semana de cada año en el campo ferial de Zapote. Parte de este campo ferial está en el Cantón de Curridabat.

### Lugares de interés
- Teatro Centenario.[39]
- Biblioteca Pública "José Basileo Acuña Zeledón".[40]
- Centros comerciales como Plaza del Sol, Multiplaza Curridabat, Plaza Cristal, Cronos Plaza y Momentum Pinares, en este último se ubica el Teatro Espressivo,[41] un restaurante Dennys y un hotel de la cadena Hyatt Place.
- San José Indoor Club, dirigido a la clase media y alta de la zona este de San José.
- Sitios residenciales como las torres iFreses y Nest Freses, los dos edificios más altos del cantón y entre los más altos del país; y Ciudad del Este, es una ciudad autosuficiente en desarrollo en el cual se encuentra un cine y comercios principalmente de comidas.

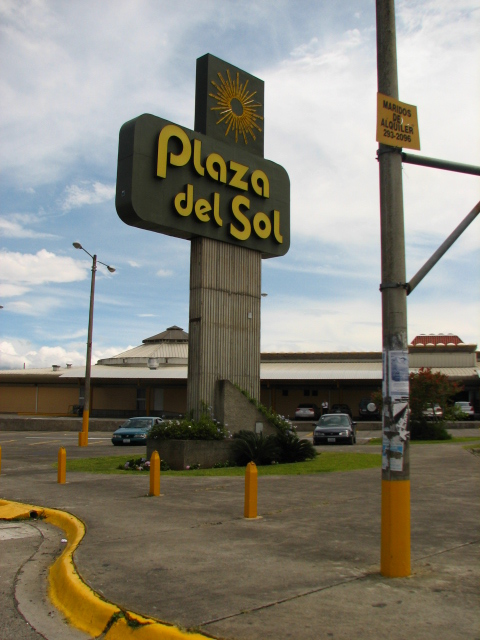
Plaza del Sol
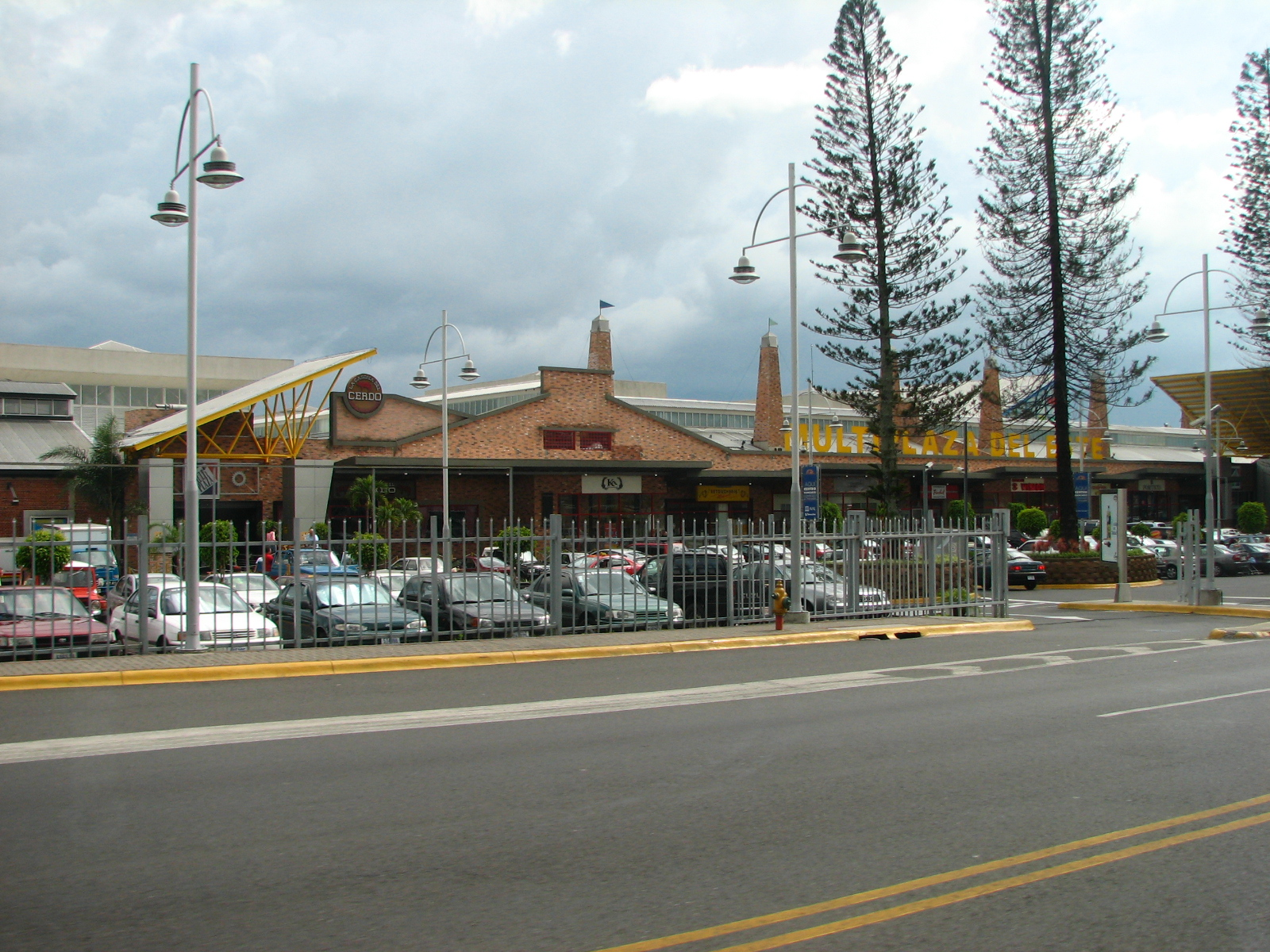
Multiplaza Curridabat
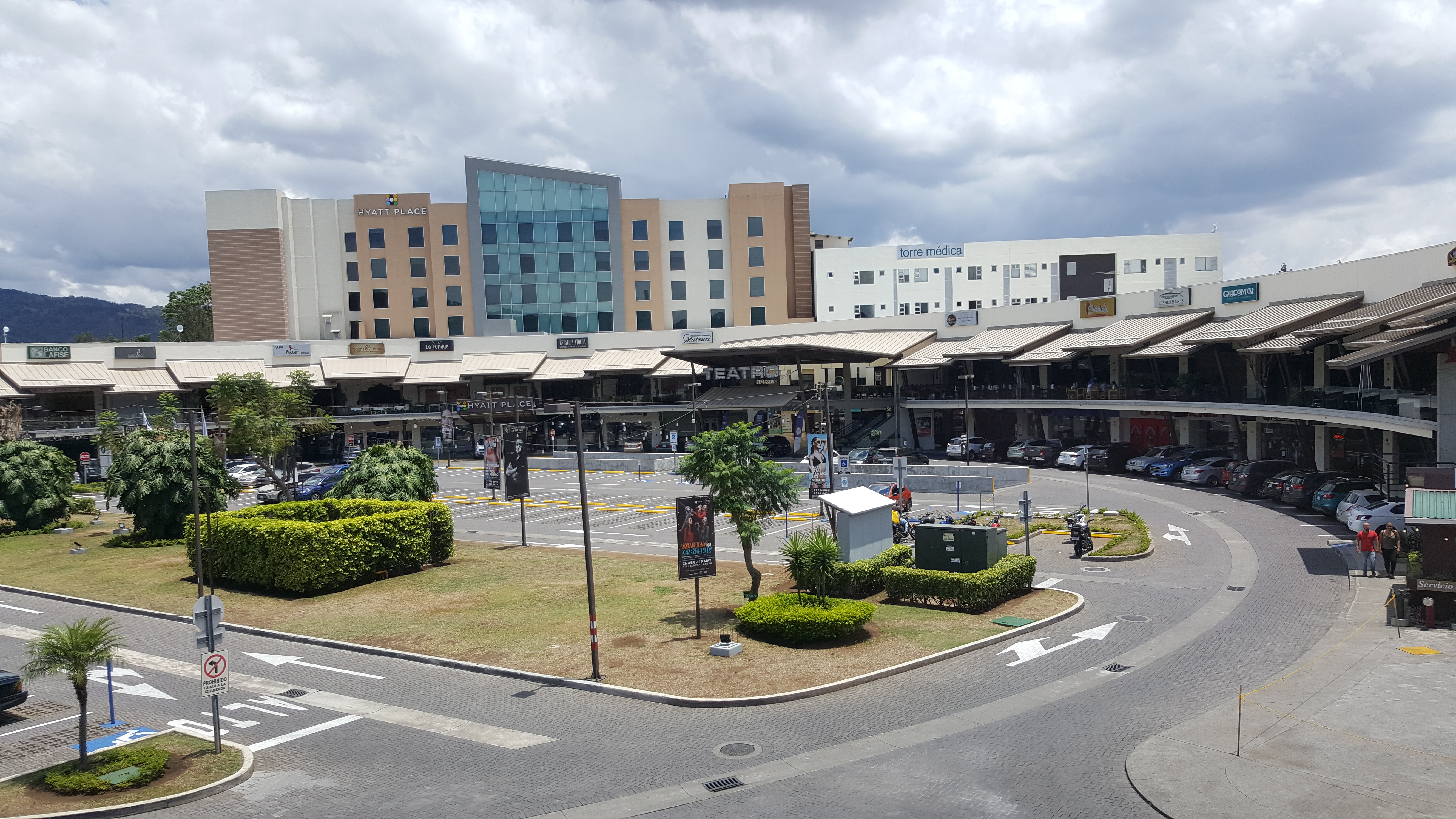
Momentum Pinares

### Personajes
- Henry Mora Jiménez (1959-): Economista, académico y político. Diputado para el entre 2014 y 2018 y presidente de la misma en 2014.
- Javier Flores Galarza (1954-): Ingeniero agrónomo, funcionario, profesor y político. Ministro de Agricultura y Ganadería entre 2007 y 2010 y presidente del Consejo Nacional de Producción entre 1986 y 1990, y entre 1994 y 1998.
- José María Zeledón Brenes (1877-1949). Conocido como Billo Zeledón, fue el autor de la letra del Himno Nacional de Costa Rica. Fue poeta, escritor y periodista. Oriundo de Curridabat, que para 1877, era un distrito del cantón de San José.[42]
- Jostin Daly Cordero (1998-): Futbolista que juega de delantero en Club Sport Cartaginés.
- Juan Manuel Sánchez Barrantes (1907-1990): Escultor, pintor, dibujante, músico, escritor, poeta y educador. Uno de los principales representantes de la escultura de Costa Rica en toda su historia.
- Óscar López Arias (1971-): Motivador y político del Partido Accesibilidad sin Exclusión. Diputado entre 2006 y 2010, y entre 2014 y 2018, siendo el primer diputado ciego de toda Latinoamérica.
- Peregrina Madrigal. Benefactora de Curridabat. Con su nombre se bautizó el edificio del Palacio Municipal, el día 17 de abril de 1998.[43]